# Marin Aničić
Marin Aničić (Mostar, 17 de agosto de 1989) es un exfutbolista bosnio que jugaba de defensa.

## Selección nacional
Jugó seis partidos con la selección sub-21 de Bosnia y Herzegovina. Con la selección absoluta debutó el 25 de marzo de 2016 en un partido amistoso frente a la selección de Luxemburgo.

## Clubes
| Club                     | País                 | Año       |
| ------------------------ | -------------------- | --------- |
| H. Š. K. Zrinjski Mostar | Bosnia y Herzegovina | 2007-2014 |
| F. C. Astana             | Kazajistán           | 2014-2019 |
| Konyaspor                | Turquía              | 2019-2022 |
| F. K. Sarajevo           | Bosnia y Herzegovina | 2022-2024 |

## Palmarés

### Títulos nacionales
| Título                               | Club                     | País                 | Año  |
| ------------------------------------ | ------------------------ | -------------------- | ---- |
| Copa de Bosnia y Herzegovina         | H. Š. K. Zrinjski Mostar | Bosnia y Herzegovina | 2008 |
| Liga Premier de Bosnia y Herzegovina | H. Š. K. Zrinjski Mostar | Bosnia y Herzegovina | 2009 |
| Liga Premier de Kazajistán           | F. C. Astana             | Kazajistán           | 2014 |
| Supercopa de Kazajistán              | F. C. Astana             | Kazajistán           | 2015 |
| Liga Premier de Kazajistán           | F. C. Astana             | Kazajistán           | 2015 |
| Liga Premier de Kazajistán           | F. C. Astana             | Kazajistán           | 2016 |
| Copa de Kazajistán                   | F. C. Astana             | Kazajistán           | 2016 |
| Liga Premier de Kazajistán           | F. C. Astana             | Kazajistán           | 2017 |
| Supercopa de Kazajistán              | F. C. Astana             | Kazajistán           | 2018 |
| Liga Premier de Kazajistán           | F. C. Astana             | Kazajistán           | 2018 |
| Supercopa de Kazajistán              | F. C. Astana             | Kazajistán           | 2019 |